# Малагасійські бегемоти
Малагасійські бегемоти — загальна назва для декількох видів вимерлих бегемотів, що колись мешкали на території Мадагаскару, зовні дуже схожих з сучасними карликовими бегемотами (Choeropsis liberiensis), що зустрічаються в Африці.

## Походження
Походження малагасійських бегемотів досі залишається дискусійним, але, як правило, їх розглядають як нащадків континентального звичайного бегемота (Hippopotamus amphibius). З огляду на те, що бегемоти є напівводними ссавцями, такий варіант розселення цілком імовірний, тим більше що на момент розселення, мабуть, протока між Африкою і Мадагаскаром була значно мілководніша, хоч і власне час розселення вимагає значних досліджень.
Що до розмірів малагасійських бегемотів (не більше 2 м проти 3-5 м), то мініатюризація тварин може бути пов'язана з острівною карликовістю. В умовах ізоляції на невеликій території, обмеженості ресурсів, відсутність преса хижаків, а також обмеженого обміну генами відбір прямує шляхом зменшення лінійних розмірів.

## Види
Систематика всередині групи також суперечлива. Розглядають три види малагасійських бегемоти: H. lemerlei, H. madagascariensis і H. laloumena, проте останній був зведений в ранг виду на обмеженому матеріалі. Перші ж два досить повно описані і порівняні між собою, виявлено ряд відмінностей, заснованих в основному на характеристиках черепу.

### Hippopotamus lemerlei
Найімовірніше, H. lemerlei мав спосіб життя, схожий з таким звичайного бегемота, про що свідчать виступаючі очниці, і був мешканцем прісноводних річок. Раціон харчування також схожий, про що говорить загальна морфологія черепа і нижньої щелепи зокрема..
Незважаючи на ймовірне спорідненість зі звичайним бегемотом, за розмірами малагасійські бегемоти порівнянні скоріше з карликовими: найбільший знайдений екземпляр має завдовжки 2 м і 0,7 м у висоту, а крім того, палеонтологічні знахідки свідчать про велику ймовірність присутності статевого диморфізму виду. Від H. madagascariensis, відрізняється менш масивним черепом, глибокою суглобовою ямкою
H. lemerlei в основному відомий зі знахідок у прибережній зоні південної рівнинної частини Мадагаскару, а результати радіовуглецевого аналізу 2004 року свідчать про те, що даний вид мешкав там ще в 1000 році по Р. Х.. Вважається, що визначальну роль у вимиранні цього виду карликових бегемотів зробила людина, для якого малагасійські були легкою здобиччю.

### Hippopotamus madagascariensis
H. madagascariensis, або H. guldbergi — вид, що дав назву всій групі малагасійських карликових бегемотів. Відомий за знахідками у високогірних частинах Мадагаскару, ймовірно, як і H. lemerlei, жив ще 1000 років тому. Від згаданого підвиду відрізняється масивнішою будовою черепа, напрямком зносу різців, приблизно рівним співвідношенням між висотою і шириною очниць (у H. lemerlei висота більше ширини), менш глибокої суглобової ямкою плечового суглоба і ще низкою особливостей.
Нижча посадка очниць служить підставою для припущення, що мадагаскарський карликовий бегемот був, ймовірно, менш пов'язаний з водою, ніж H. lemerlei, а будова нижньої щелепи і тип зношування різців свідчить про те, що раціон харчування відрізняється від звичайного бегемота, а значить, і від H. lemerlei, і більше схожий з таким карликового бегемота. Основною причиною вимирання вважається винищення людиною, так як він був легкою здобиччю для мисливців.

### Hippopotamus laloumena
Вид був описаний в 1990 році на підставі знайдених решток кінцівок і нижньої щелепи у східній частині Мадагаскару. Імовірно, вид дуже схожий на звичайного бегемота, але дрібніший, хоча і більший ніж два інші види малагасійські бегемоти.